# Giuseppe Tacca
Giuseppe Tacca (Cavaglio d'Agogna, 12 agosto 1917 – Villepinte, 18 ottobre 1984) è stato un ciclista su strada italiano naturalizzato francese.
Professionista dal 1939 al 1952, conta una vittoria di tappa al Tour de France. Con la nazionalità francese è conosciuto come Joseph o Pierre.

## Carriera
Ciclista italiano naturalizzato francese dal 2 luglio 1948, vinse soprattutto corse e circuiti minori e nel 1947 ottenne una vittoria di tappa al Tour de France, in cui arrivò anche quattordicesimo nella classifica generale.

## Palmarès
- 1945

Circuit des vins de Bourgogne
Grand Prix du Débarquement Sud
- 1946

Tour de Corrèze
Circuit du Maine-Libre
- 1947

16ª tappa Tour de France (Pau > Bordeaux)
Trophée international du Sud-Ouest
- 1948

Parigi-Nantes
- 1949

4ª tappa Tour du Maroc
Saint-Meen-le-Grand
- 1950

Classifica generale Circuit du Morbihan

## Piazzamenti

### Grandi giri
- Tour de France

1947: 14º
1948: ritirato (14ª tappa)
1949: 20º
1950: ritirato (9ª tappa)

### Classiche
- Parigi-Roubaix

1945: 16º
1949: 89º
- Liegi-Bastogne-Liegi

1947: 6º